# 4-Teens
4-Teens (ehemals Schweizer Jugend; Eigenschreibweise in Grossbuchstaben) ist eine Schweizer Zeitschrift für Jugendliche im Alter zwischen 11 und 18 Jahren.

## Geschichte
Die Vorgängerzeitschrift von 4-Teens wurde 1924 als Schweizer Schüler, Illustrierte Wochenschrift für die Jugend und Erwachsene gegründet. Damit ist 4-Teens älter als vergleichbare Jugendzeitschriften wie zum Beispiel die deutsche Bravo. Gegründet wurde die Zeitschrift durch das Druck- und Verlagshaus Union in Solothurn, welches sie zuerst direkt, später über die Schweizer Jugend AG herausgab, bevor es 1993 in finanzielle Schwierigkeiten geriet. Die 1944 in Winterthur gegründete Jugendwoche ging 1982 in der Schweizer Jugend auf.
1948 wechselte der Name von Schweizer Schüler zu Schweizer Jugend. Die Schweizer Jugend galt als sorgfältig gemachte, anspruchsvolle Jugendzeitschrift. Die fundierten Reportagen wurden oft auch von Lehrern im Unterricht eingesetzt. Gut recherchierte  Artikel zu interessante Themen aus den Bereichen Reisereportagen, Wissenschaft, Forschung und Lebensberatung  machten das Heft jahrzehntelang zu einem der meistgelesenen Jugendmagazine der Schweiz. Die Erscheinungsweise war wöchentlich und die Auflage betrug in den 1980er-Jahren rund 70 000 Exemplare, die zu Beginn der 1990er-Jahre auf 53700 sank. In den letzten Jahren ging dieses Alleinstellungsmerkmal jedoch verloren. Nach 1995 wechselte die Zeitschrift dreimal den Verlag. Anfang 2002 wechselte der Name auf der Titelseite zu Jugend.ch. Das Magazin wurde im Juli 2002 im 77. Jahrgang für ein halbes Jahr vorläufig eingestellt. In den letzten Jahren wurde die Auflage nicht mehr beglaubigt. Branchenkenner schätzten sie auf noch etwas 15 000 Exemplare.
Seit 2003 erscheint das Magazin wieder, seither unter dem Namen 4-Teens (als for-teens, dt. «für Jugendliche»).

## Konzept
4-Teens erscheint 11-mal im Jahr (monatlich mit einer Juli/August-Doppelausgabe) mit einer Auflage von 15'000 Exemplaren (ca. 30'000 Leser) im Abovertrieb. Der Verlagssitz unter der Leitung von Herbert Lingg befindet sich in Rotkreuz ZG. Der Chefredaktor ist Mario Niederer.
Die normalen Ausgaben von 4-Teens umfassen 64 Seiten und bestehen aus einem Wissens- sowie einem Unterhaltungsbereich. Die Doppelnummer im Juli/August umfasst hingegen 96 Seiten, der Inhalt ist jedoch derselbe. Im Wissensteil finden Reportagen, Auslandsberichte, Geschichtliches, Jobpräsentationen und die Jugendberatung von Pro Juventute ihren Platz, während der Schwerpunkt des Unterhaltungsteils auf Trends, Musiknachrichten, Kinoberichten, Computerspielen/Internet und Interviews mit Stars liegt. In der Mitte des Magazins befinden sich zwei Poster.
In 4-Teens werden Jugendliche mit eingebunden und schreiben am Magazin aktiv mit. Das Heft ist in der Schweizer Rechtschreibung geschrieben.